# Bougainville (aviso)
Pour les autres navires du même nom, voir Bougainville (navire).
Le Bougainville est un aviso colonial qui a donné son nom à une classe de neuf navires, la classe Bougainville, en service dans la Marine française.

## Carrière
Lancé le 25 avril 1931 et mis en service le 15 février 1933, le navire navigue dans les eaux des empires coloniaux français en Asie et en Afrique, principalement dans l'océan Indien. En 1935, il est en Méditerranée orientale et méridionale, au début de 1939 il fait route pour Djibouti, puis rentre à Toulon en escortant un groupe de sous-marins après le déclenchement de la Seconde Guerre mondiale.

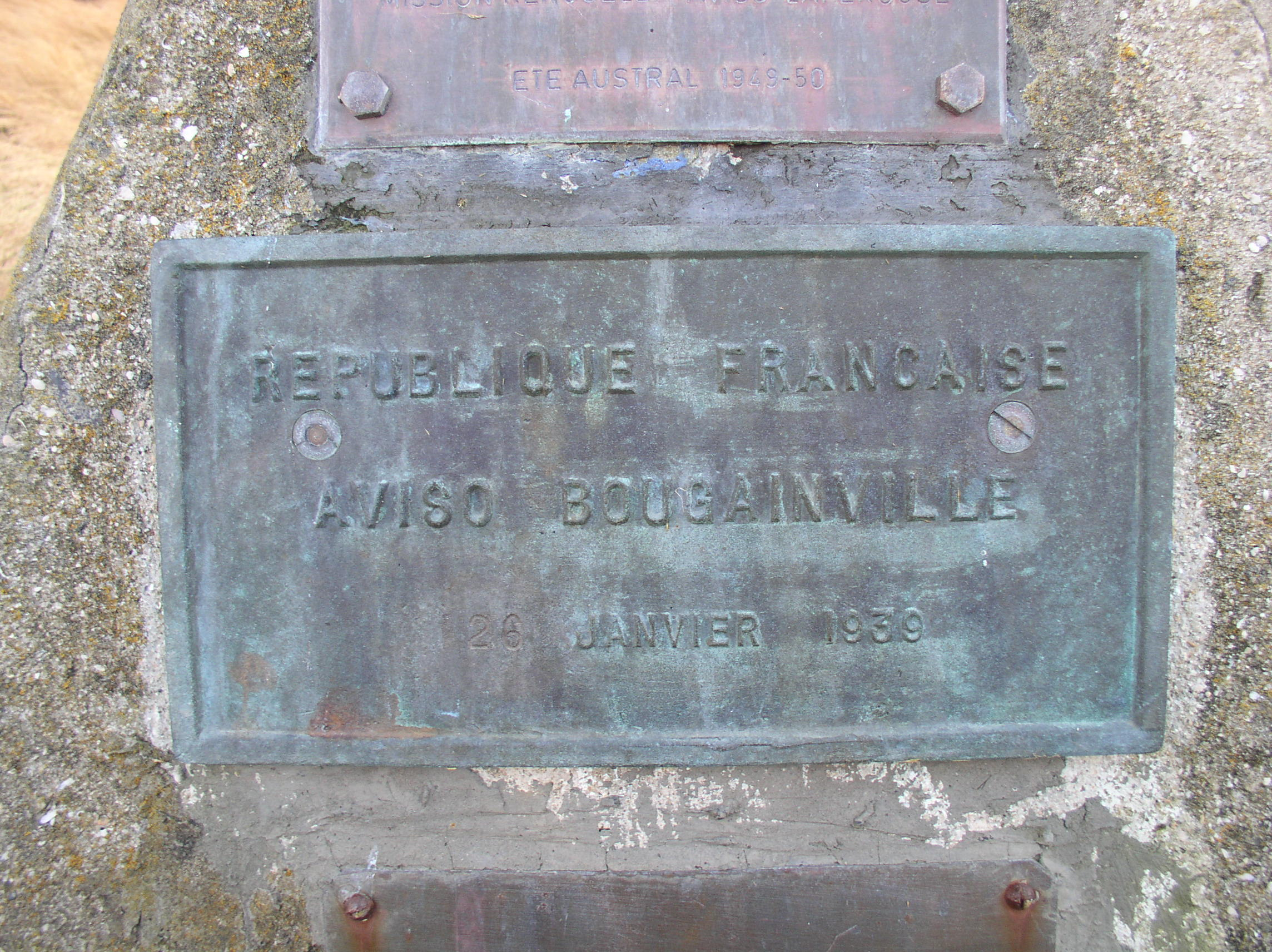
Borne déposée sur l'île de la Possession (Crozet) lors du passage de l'aviso Bougainville le 26 janvier 1939.

En janvier 1939, le Bougainville effectue une mission dans le sud de l'océan Indien, à destination des îles Crozet, Kerguelen et Saint-Paul et Amsterdam sous le commandement du capitaine de frégate Fabre de la Ripelle. Lors de cette expédition, le naturaliste René Jeannel se livre à l'étude de la faune et de la flore de ces îles subantarctiques.

## Fin du Bougainville
Le 9 novembre 1940, le Savorgnan de Brazza commandé par le capitaine de corvette Roux, armé par les FNFL et le Bougainville, commandé par le capitaine de frégate Morin,  appartenant à la Marine de Vichy, deux bâtiments, sistership, portant le même pavillon, se livrent un combat fratricide devant Libreville au Gabon jusqu'à la destruction de l'un d'eux.
Le Bougainville est en infériorité. Il lui manque en effet un bon tiers de son équipage laissé à terre pour défendre le Gabon. Au bout de vingt minutes d'une lutte inégale, le Savorgnan de Brazza met hors de combat le Bougainville causant de nombreux morts et blessés. Le Bougainville est en flammes.
Les forces du général de Gaulle ont monté cette opération pour s'emparer de ce territoire. Cette force est commandée par le colonel Leclerc pour la partie terrestre, le capitaine de frégate Thierry d'Argenlieu commande la force navale.
Lors de la mise en place officielle de la toponymie des îles Kerguelen, l'aviso, qui avait réaffirmé l'appartenance de l'archipel à la France, donne son nom à la presqu'île du Bougainville situé au sud de la Grande Terre.

## Croiseur Victor Schoelcher
Le Victor Schœlcher, un cargo bananier armé en croiseur auxiliaire et rebaptisé Bougainville, a été coulé par les Britanniques lors de la bataille de Madagascar.
Croiseur auxiliaire, ex bananier, il est mis sur cale aux Forges et Chantiers de la Méditerranée de La Seyne/mer le 26 février 1937. Il est lancé le 25 février 1938 pour le compte du Ministère de la Marine Marchande et donné en gérance à SGTM. Son sister ship, le Charles Plumier, a été confié à la CGT. Ils étaient alors les plus grands bananiers français en service. Le Victor Schoelcher travaillait sur la ligne des Antilles. En avril 1939, il passe à Fraissinet. Réquisitionné du 28 septembre 1939 au Havre au 12 octobre 1940, sous le numéro de coque X7, il est transformé en croiseur auxiliaire et affecté à la 4° DCX. En avril 1941, il reprend une activité commerciale, puis, fin 1941, il est à nouveau remilitarisé et rebaptisé Bougainville. Il est coulé par les anglais le 6 mai 1942 à Diego-Suarez.
(Caractéristiques : 4509 Tx Jb ; 5200 ch - Long : 114.30 - larg : 15.8m).